# Carex balansae
Espèce
Classification phylogénétique
Carex balansae est une espèce de plantes du genre Carex et de la famille des Cyperaceae.